# Halsband-Teppichhai
Der Halsband-Teppichhai (Parascyllium variolatum, Syn.: Hemiscyllium variolatum, Parascyllium nuchalis) ist ein Echter Hai aus der Familie der Kragenteppichhaie. Er lebt vor der Südküste Australiens, hauptsächlich zwischen dem australischen Festland und Tasmanien sowie vor der Südwest-Küste.

## Merkmale
Die Art ist sehr langgestreckt und schlank und erreicht eine Länge von bis zu 91 cm. Das Maul ist kurz und breit gerundet, der Kopf flach, mit schlitzförmigen Augen und ohne Barteln. Die vordere Rückenflosse liegt deutlich hinter den Bauchflossen, die Afterflosse deutlich vor der zweiten Rückenflosse. Die Färbung ist hell- bis dunkelbraun mit schwarzen und weißen Flecken auf dem gesamten Körper und großen schwarzen Flecken auf allen Flossen. Auf Höhe der Kiemen trägt die Art ein breites, schwarzes Band mit kleinen weißen Flecken, welchem sie ihren Namen verdankt.

## Lebensweise
Der Halsband-Teppichhai lebt auf dem Kontinentalschelf in Tiefen bis 180 m über sandigem Grund, in Felsriffen, Tangwäldern sowie Seegraswiesen. Er ist wie die meisten Haie ein Raubfisch und ernährt sich vorwiegend von wirbellosen Tieren. Jungfische verstecken sich gerne unter Felsen und Grundablagerungen. Er ist ovipar und für Menschen ungefährlich.